# Mauro Morelli
Mauro Morelli (ur. 17 września 1935 w Avanhandava, zm. 9 października 2023) – brazylijski duchowny rzymskokatolicki, w latach 1981-2005 biskup Duque de Caxias.

## Życiorys
Święcenia kapłańskie przyjął 28 kwietnia 1965. 12 grudnia 1974 został prekonizowany biskupem pomocniczym São Paulo ze stolicą tytularną Vatarba. Sakrę biskupią otrzymał 25 stycznia 1975. 25 maja 1981 został mianowany biskupem Duque de Caxias. 30 marca 2005 przeszedł na emeryturę.